# Lincoln-Preis
Der Lincoln-Preis (Gilder Lehrman Lincoln Prize) wird seit 1991 vom Civil War Institute des Gettysburg College für herausragende Arbeiten über den Sezessionskrieg verliehen. Er wurde von den Investmentbankern Richard Gilder und Lewis Lehrman gestiftet in Zusammenhang mit dem Gilder Lehrman Institute of American History, das auch den Frederick Douglass Prize für Bücher über Sklaverei in Amerika und den George Washington Book Prize für Bücher über die Gründungsphase der USA vergibt. Der Preis ist mit 50.000 Dollar dotiert und nach Abraham Lincoln benannt.

## Preisträger
| Jahr | Autor                                                                      | Ausgezeichnetes Werk                                                                                              |
| ---- | -------------------------------------------------------------------------- | --- |
| 1991 | Ken Burns                                                                  | The Civil War (Dokumentarfilm)                                                                                    |
| 1992 | William S. McFeely                                                         | Frederick Douglass                                                                                                |
| 1992 | Charles Royster                                                            | The Destructive War: William Tecumseh Sherman, Stonewall Jackson, and the Americans                               |
| 1993 | Kenneth M. Stampp                                                          | The Peculiar Institution                                                                                          |
| 1994 | Ira Berlin, Barbara J. Fields, Steven Miller, Joseph Reidy, Leslie Rowland | Free at Last: A Documentary History of Slavery, Freedom, and the Civil War                                        |
| 1995 | Phillip S. Paludan                                                         | The Presidency of Abraham Lincoln                                                                                 |
| 1996 | David Herbert Donald                                                       | Lincoln |
| 1997 | Don E. Fehrenbacher                                                        | Prelude to Greatness: Lincoln in the 1850s and The Dred Scott Case: Its Significance in American Law and Politics |
| 1998 | James M. McPherson                                                         | For Cause and Comrades: Why Men Fought in the Civil War                                                           |
| 1999 | Douglas L. Wilson                                                          | Honor's Voice: The Transformation of Abraham Lincoln                                                              |
| 2000 | John Hope Franklin und Loren Schweninger                                   | Runaway Slaves: Rebels in the Plantation                                                                          |
| 2000 | Allen C. Guelzo                                                            | Abraham Lincoln: Redeemer President                                                                               |
| 2001 | Russell F. Weigley                                                         | A Great Civil War: A Military and Political History, 1861-1865                                                    |
| 2002 | David W. Blight                                                            | Race and Reunion: The Civil War in American Memory                                                                |
| 2003 | George C. Rable                                                            | Fredericksburg! Fredericksburg!                                                                                   |
| 2004 | Richard Carwardine                                                         | Lincoln |
| 2005 | Allen C. Guelzo                                                            | Lincoln's Emancipation Proclamation                                                                               |
| 2006 | Doris Kearns Goodwin                                                       | Team of Rivals: The Political Genius of Abraham Lincoln                                                           |
| 2007 | Douglas L. Wilson                                                          | Lincoln's Sword: The Presidency and the Power of Words                                                            |
| 2008 | James Oakes                                                                | The Radical and the Republican: Frederick Douglass, Abraham Lincoln, and the Triumph of Antislavery Politics      |
| 2008 | Elizabeth Brown Pryor                                                      | Reading the Man: A Portrait of Robert E. Lee through his Private Letters                                          |
| 2009 | James M. McPherson                                                         | Tried by War: Abraham Lincoln as Commander in Chief                                                               |
| 2009 | Craig Symonds                                                              | Lincoln and His Admirals: Abraham Lincoln, the U.S. Navy, and the Civil War                                       |
| 2010 | Michael Burlingame                                                         | Abraham Lincoln: A Life                                                                                           |
| 2011 | Eric Foner                                                                 | The Fiery Trial: Abraham Lincoln and American Slavery                                                             |
| 2012 | Elizabeth D. Leonard                                                       | Lincoln's Forgotten Ally: Judge Advocate General Joseph Holt of Kentucky                                          |
| 2012 | William C. Harris                                                          | Lincoln and the Border States                                                                                     |
| 2013 | James Oakes                                                                | Freedom National: The Destruction of Slavery in the United States, 1861–1865                                      |
| 2014 | Allen C. Guelzo                                                            | Gettysburg: The Last Invasion                                                                                     |
| 2014 | Martin P. Johnson                                                          | Writing the Gettysburg Address                                                                                    |
| 2014 | Steven Spielberg                                                           | Special Achievement Award für Lincoln (Spielfilm)                                                                 |
| 2015 | Harold Holzer                                                              | Lincoln and the Power of the Press: The War for Public Opinion                                                    |
| 2016 | Martha Hodes                                                               | Mourning Lincoln                                                                                                  |
| 2017 | James B. Conroy                                                            | Lincoln’s White House: The People’s House in Wartime                                                              |
| 2017 | Douglas R. Egerton                                                         | Thunder at the Gates: The Black Civil War Regiments That Redeemed America                                         |
| 2017 | Douglas L. Wilson, Rodney O. Davis (Special Achievement Award)             | Herndon on Lincoln: Letters                                                                                       |
| 2018 | Edward Ayers                                                               | The Thin Light of Freedom: The Civil War and Emancipation in the Heart of America                                 |
| 2019 | David Blight                                                               | Frederick Douglass: Prophet of Freedom                                                                            |
| 2020 | Elizabeth R. Varon                                                         | Armies of Deliverance: A New History of the Civil War                                                             |
| 2021 | David S. Reynolds                                                          | Abe: Abraham Lincoln in His Times                                                                                 |
| 2022 | Caroline E. Janney                                                         | Ends of War: The Unfinished Fight of Lee’s Army after Appomattox                                                  |
| 2023 | Jon Meacham                                                                | And There Was Light: Abraham Lincoln and the American Struggle                                                    |
| 2023 | Jonathan W. White                                                          | A House Built by Slaves: African American Visitors to the Lincoln White House                                     |
| 2024 | Frances M. Clarke, Rebecca Jo Plant                                        | Of Age: Boy Soldiers and Military Power in the Civil War Era                                                      |
| 2025 | Edda L. Fields-Black                                                       | COMBEE: Harriet Tubman, the Combahee River Raid, and Black Freedom During the Civil War                           |